# Fridiano Cavara
Fridiano Cavara (1857 – 1929) foi um embriologista e micologista italiano.
Terminou sua formação nas escolas de Pávia, Florença e em Cagliari.
Em Catania criou um herbário e dedicou-se ao estudo e a pesquisa da flora e vegetação siciliana. Também fundou a "Estação Experimental para as Plantas Medicinais de Nápoles".